# هچیرود
هچیرود یا هچی‌رود یا هچه‌رود، از شهرهای شهرستان چالوس واقع در استان مازندران است. این شهر از شمال به دریای خزر، از شرق به شهر چالوس و از غرب به شهرستان عباس‌آباد و شهر کلارآباد و از جنوب به رشته کوه‌های البرز مرکزی متصل می‌گردد. مردم هچیرود از قومیت طبری هستند و به زبان مازندرانی و گویش کلارستاقی صحبت می‌کنند. هچیرود بر اساس آخرین آمار سازمان سرشماری ایران در سال ۱۳۹۵ جمعیتی بالغ بر ۱۰٬۳۹۸ نفر را دارد.
مراکز فرهنگی و تفریحی

## جمعیت
شهر هچیرود طبق آمار سال ۹۵ دارای ۱۰٬۳۹۸ جمعیت بوده‌است. مردم هچیرود به زبان مازندرانی گویش می‌کنند.
هچیرود در سال ۱۳۹۰ تبدیل به شهر در حوزهٔ شهرستان چالوس شد. اسامی روستاهایی که جزو حوزهٔ این شهر تازه تأسیس قرار گرفت بدین شرح است:
هچیرود - محمدحسین آباد - نورسر - کیاکلا - مسده - امام رود - چاخانی- دلگشا- دوجمان- سنگوارث - اکبر آباد - هرطه کلا - عباسکلا

## تاریخچه

### وجه تسمیه
هچی‌رود نام خود را از نهری منشعب شده از سرداب‌رود که در دل کوه مدوبن قرار دارد گرفته‌است. این رود پس از طی حدود چهار کیلومتر، در شرق هچیرود، به دریا می‌ریزد.
«هچه» مخفف هاچه از مصدر «هاچین» نام واژه‌ای در زبان طبری به‌معنی ملایم‌شدن، خنک‌شدن و از کاری بازایستادن است؛ بنابراین، نام اصلی و قدیمی آن یعنی «هاچه‌رو» به معنی رود آرام است. تعبیر این نام با توجه به شیب ملایم و زمین‌های مسطح اطراف رود و حرکت بسیار آرام رودخانه به طرف دریا منطقی به نظر می‌رسد.

### دوران باستان

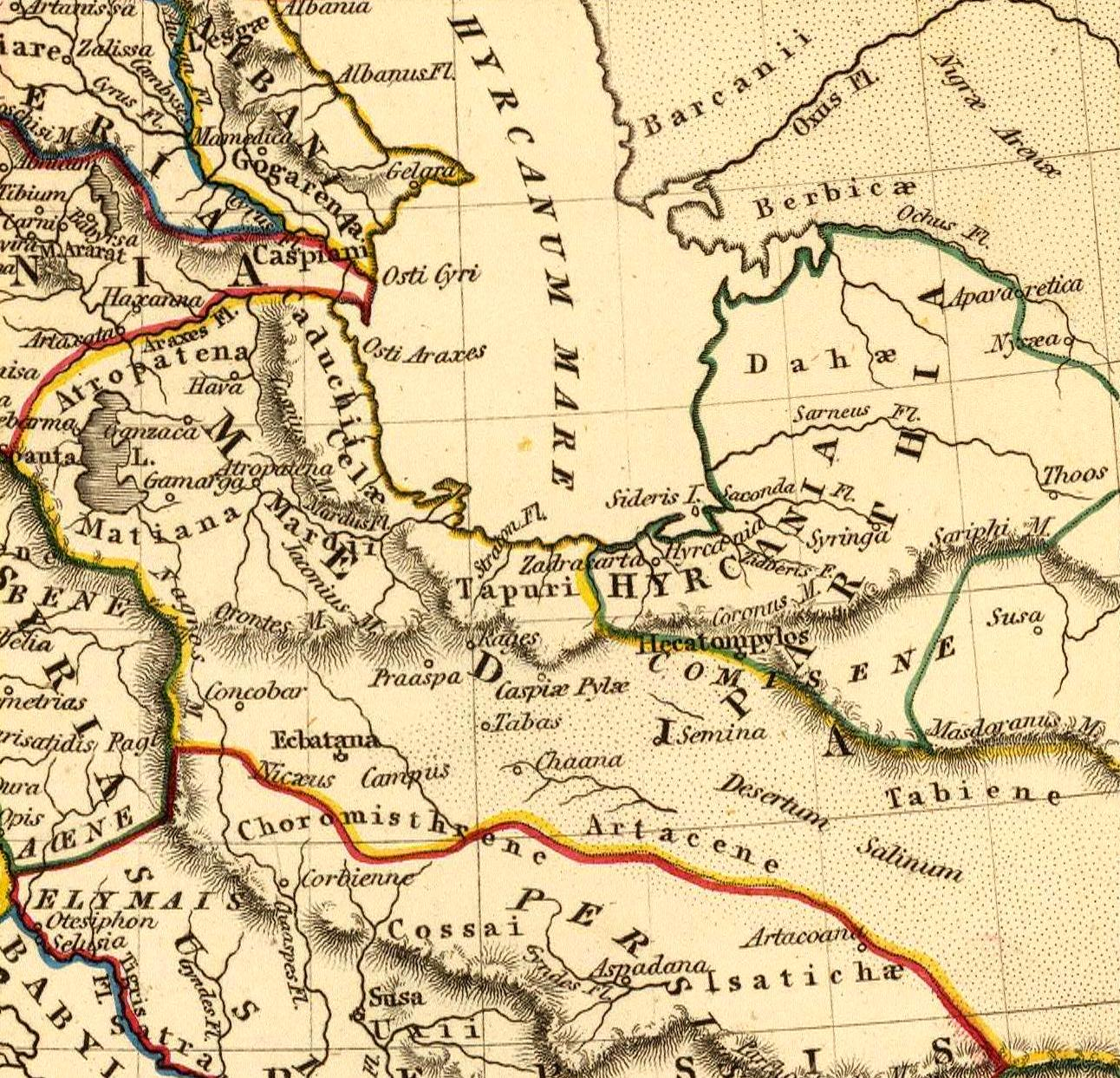
موقعیت تپورها در قرن دوم قبل از میلاد، از شرق سپیدرود تا اسرم هیرکانیا

استان مازندران پیش از اسلام تپورستان (به پهلوی: ) نامیده می‌شد که برگرفته از نام قوم تپوری (به یونانی: Τάπυροι) می‌باشد که پس از اسلام قوم طبری نام گرفتند و سرزمینشان طبرستان نامیده شد.
به اعتقاد مورخان آماردها نخستین سکنه باستانی مازندران بودند و آماردها از آمل تا تنکابن و تپورها از آمل تا گرگان سکونت داشتند. در عصر هخامنشی در کرانه جنوبی دریای مازندران اقوام، تپوری، آمارد، آناریاکه و کادوسی سکونت داشتند. مورخان آماردها را به مردمان داهه و سکایی و پارسی پیوند داده‌اند.
هرودوت از قبیله مارد (mardes) در کنار دائی‌ها (daens)، دروپیک‌ها (dropiques)، و ساگارتی‌ها (sagarties) به عنوان پارس‌های کوچنشین و صحراگرد یاد کرده‌است. پلینیوس مورخ یونانی محل آماردها را قسمت شرقی مارگانیا شناسایی کرده‌است. استرابون(۶۳ ق. م) قوم آمارد را در کنار اقوام تپوری، کادوسی و کرتی به عنوان اقوام کوهستان نشین شمال کشور یاد می‌کند. استرابو می‌نویسد: تمام مناطق این کشور به استثنای بخشی به سمت شمال که کوهستانی و ناهموار و سرد است و محل زندگی کوهنشینانی به نام کادوسی (Cadusii) و آماردی (Amardi) و تپوری (Tapyri) و کرتی (Cyrtii) و سایر مردمان دیگراست، حاصلخیز است.
به گفته واسیلی بارتلد تپوری‌ها در قسمت جنوب شرقی ولایت سکونت داشتند و در قید اطاعت هخامنشیان درآمده بودند و آماردها مغلوب اسکندر مقدونی و بعد مغلوب اشکانیان شدند و اشکانیان در قرن دوم ق.م. آنها را در حوالی ری سکونت دادند و اراضی سابق آماردها به تپوری‌ها اهدا شد و بطلمیوس در شرح دیلم یعنی قسمت شرقی گیلان در ساحل بحر خزر در آن زمان از تپوری‌ها نام می‌برد.به گفته یحیی ذکا در «کاروند کسروی» آورده‌است: آماردان یا ماردان، در زمان لشکر کشی اسکندر مقدونی به ایران، این تیره در مازندران نشیمن می‌داشتند و آن هنگام هنوز قبایل تپوران به آنجا نیامده بودند. به گفته مجتبی مینوی قوم آمارد و قوم تپوری در سرزمین مازندران می‌زیستند و تپوری‌ها در ناحیه کوهستانی مازندران و آماردها در ناحیه جلگه‌ای مازندران سکونت داشتند. در سال ۱۷۶ ق. م فرهاد اول اشکانی قوم آمارد را به ناحیه خوار کوچاند و تپوری‌ها تمام ناحیه مازندران را فرو گرفتند و تمام ولایت به اسم ایشان تپورستان نامیده شد. سرزمین لنگا و تنکابن بخشی از سرزمین دو قوم تپوری و آمارد بود.

### پیشینه
شهر هچیرود که تا پیش از سال ۱۳۸۹ ش مرکز دهستان کلارستاق غربی بود، از به هم پیوستن روستاهای نورسر، مسده، کیاکلا، اکبرآباد، دلگشا، امام‌رود، چاخانی، دوجمان، سنگ‌وارث، هرطه‌کلا، عباس‌کلا، محمدحسین‌آباد و هچیرود از روستاهای توابع بخش مرکزی شهرستان چالوس شکل گرفته‌است. از طوایف هچیرود می‌توان طوایف باقری، پورکلهر، قربان پور، یوسفی، رودگر، صفاری، فقیه نصیری، غفاری، فقیه عبدالهی، زندی، کیهانی، قنبری، محمودی، منصوری، کاظمی، شعبانی، نصیری، تیمورنژاد، قاسمپور، حیدری، دراج، عظیمی، دریایی، میار و نکواصل و... را نام برد.